# Light Bungei
Light Bungei (ライト文芸) é uma das categoria de romances japoneses  direcionados a jovem-adultos e adultos. A origem da categoria data a 2010, e pode-se dizer que light bungei são um híbrido entre uma light novel e um livro comum.
Como o gênero é novo e ainda se encontra em desenvolvimento, ainda não se decidiu uma nomenclatura comum para ele. Além de "light bungei", livros dessa categoria podem ser referidos como "Character Shousetsu (literalmente, "Romance de personagem")", "Character Bungei ("Literatura de personagem")  ", "Chara Bungei  ", "Chara Ranobe " e " light novel para adultos".
Neste artigo, as chamaremos de “Light Bungei”, assim como o título do artigo.

## Características
Como o gênero surgiu após a explosiva popularização das light novels, não há uma distinção clara entre os dois gêneros. No entanto, elas costumam ser descritas como sendo uma "mistura de light novels e literatura geral" com base nas seguintes características  :
Assim como as light novels, muitas obras utilizam ilustrações na capa , e ao contrário de livros de literatura geral japoneses, o nome do ilustrador pode aparecer na capa, no site oficial da editora, entre outros. Além disso, algumas obras possuem ilustrações coloridas no começo do livro, assim como as light novels. Entretanto, enquanto as ilustrações de light novels são feitas num estilo de anime ou mangá, as ilustrações de light bungeis são feitas principalmente num estilo pastel  .
O conteúdo de várias light bungeis são centradas em seus personagens, mas a ênfase é dada a descrições e histórias detalhadas, em vez de mundos fictícios e uma caracterização necessariamente simpática.
Os gêneros contemplados por light bungeis são diversos e incluem principalmente "terror", "ficção científica" e "romance", mas muitas obras também giram em torno de "yokais", "mistério" e obras com protagonistas femininas. E embora eles não sejam promovidos especificamente como obras para mulheres, assume-se que a proporção de mulheres lendo light bungeis seja maior que a proporção de mulheres lendo light novels. Portanto, as light bungeis evitam temas comuns em light novels como moe e violência erótica voltada para homens .
Em contraste com as light novels, muitas das quais têm meninos adolescentes como protagonistas, os personagens principais das light bungeis são principalmente estudantes universitários e trabalhadores na faixa dos 20, 30 anos ou mais, a mesma faixa etária do principal público comprador. Nos primórdios das light bungeis, os selos de publicação de romances que publicavam obras baseadas em web novels em forma de livro também se autodenominavam literatura light, com o objetivo de encontrar novos valores e gêneros em elementos como "outro mundo", "reencarnação", "transição", "trapaça" e "harém" (por exemplo, Nox Novels), para não competir pelos leitores. Hoje em dia, esses rótulos são chamados de um novo gênero, "nova literatura", mas muitas vezes são confundidos entre si.
Os autores que escrevem para selos de publicação de light bungeis são diversos, e variam entre escritores que começaram sua carreira escrevendo livros de literatura geral a escritores que começaram com light novels  . Algo que mostra bem isso é que o concurso para novos escritores Media Works Bunko Newcomer Award é realizado em conjunto com o Light Novel Newcomer Award da Dengeki Bunko e as duas premiações são sepradas depois que o prêmio é dado. Recentemente, alguns livros originalmente publicados como light novels foram republicados como light bungeis, como a série Haruhi Suzumiya. Além disso, muitas light bungeis foram serializadas em sites como EEverysta, pixiv e Novelist Narou, e muitas delas são publicadas em sites de romances para celular.
Tal como acontece com light novels, há casos em que "media mix" (ou seja, a adaptação de obras para diferentes mídias com diferentes público-alvos) são feitas. Light bungeis podems er adaptadas para animes , mangás, e filmes ou séries live-action  .
Às vezes, lojas especializadas em produtos relacionados a animes, mangás e light novels como a Animate e a Melon Books, mas não livros literários de interesse geral, e realizam feiras com ofertas especiais específicas e lojas POP especiais. Os obis desses livros se promover tanto como light bungei quanto sendo light novel. Por outro lado, algumas editoras posicionam seus livros como submarcas para o público em geral  . Light bungeis podem aparecer no Kono Light Novel ga Sugoi! e podem ser indicados tanto para premiações específicas para light novels quanto para premiações de livros de literatura geral.
Outra característica é que muitas das obras são publicadas diretamente em formato bunkobon (formato de bolso e barato), sem antes serem serializadas em revistas ou publicadas em formato tankobon, como acontece com várias light novels, e isso é aproveitado na divulgação do livro, que frequentemente é marketado como "publicado direto em bunkobon".
Desde o início da década de 2010, várias editoras criaram selos de publicação de light bungeis, impulsionados pelo sucesso de Biblia Kosho no Jiken Techo publicado pela Media Works Bunko.

## Selos de publicação
Aqui citaremos selos de publicação de light bungeis de acordo com a ordem alfabética japonesa:
A
- Asahi Aero Bunko - Asahi Shimbun Publishing
- Alfapolis (livro)
- Alphapolis Bunko - Alphapolis
- MF Bunko Da Vinci MEW - KADOKAWA ( Fábrica de Mídia )

Ka
- Kadokawa Bunko - KADOKAWA [注 4]
- Kadokawa Horror Bunko - KADOKAWA [注 4]
- Gentosha Bunko - Gentosha [注 5]
- Tigre Kodansha - Kodansha
- Kodansha Ranobe Bunko - Kodansha [注 6]
- Biblioteca de Personagens Kobunsha - Kobunsha
- Kotonoha Bunko - Revista Micro

Sa
- Jitsugyo no Nihonsha Bunko GROW - Jitsugyo no Nihonsha
- Shueisha Orange Bunko - Shueisha
- Biblioteca Shueisha - Shueisha
- Shogakukan Bunko Caravana! -Shogakukan
- Shincho Bunko nex - Shinchosha
- Bunko SKYHIGH - Sankosha
- A Little Wonder Bunko - Interglow
- Começa a publicar biblioteca - Começa a publicar
- Biblioteca do Mistério Sogen - Tóquio Sogensha

Ta
- Biblioteca Takarajimasha - Takarajimasha
- Chuko Bunko - Chuokoron Shinsha
- TO Bunko - Tea Entertainment
- Tokuma Bunko - Tokuma Shoten

Ha
- Hayakawa Bunko JA - Hayakawa Publishing
- 123 biblioteca - 123 livraria
- Famitsu Bunko (Famitsu Bunko Next) - KADOKAWA
- Fan Bunko - Mynavi Publishing
- Fujimi L Bunko -KADOKAWA ( Fujimi Shobo )
- Futaba Bunko - Futabasha [注 7]
- Biblioteca Sara Futami - Futami Shobo
- Futami Horror x Mystery Bunko - Futami Shobo
- Bungeisha Bunko NEO -Bungeisha
- Poplar Bunko - Poplar Publishing
- Porta Bunko - Shinkigensha

Ma
- Biblioteca do gato da sorte - Hakusensha
- Maison Bunko - Ichijinsha
- Media Works Bunko -KADOKAWA ( ASCII Media Works )

Ra
- LINE Bunko - LINE

## Revistas
- Loja de novelas Sari-Sari - Kadokawa Shoten
- Kadokawa Characters Novel Act - Kadokawa Shoten

Predefinição:脚注ヘルプ

## Itens relacionados
- Literatura
- Romance
- Light novel
- Anime

1. ↑  KADOKAWAの表記（角川キャラクター小説大賞など）
2. ↑  『響け! ユーフォニアム』『Another』『櫻子さんの足下には死体が埋まっている』など。
3. ↑  『ビブリア古書堂の事件手帖』『真夜中のパン屋さん』『戦力外捜査官』など。
4. 1 2  公式サイトやTwitterで「キャラクター文芸編集部」として宣伝などで区別されている。
5. ↑  「幻冬舎文庫のキャラクターノベル」として帯などを統一するなど、レーベル内でライト文芸として枠組みが分かれている。
6. ↑  従来と装丁が異なっているものがレーベル内でライト文芸として枠組みが分かれている。
7. ↑  「キャラクターノベルシリーズ」として、レーベル内でライト文芸として枠組みが分かれている。